# Мадонна ди Сант-Алессио

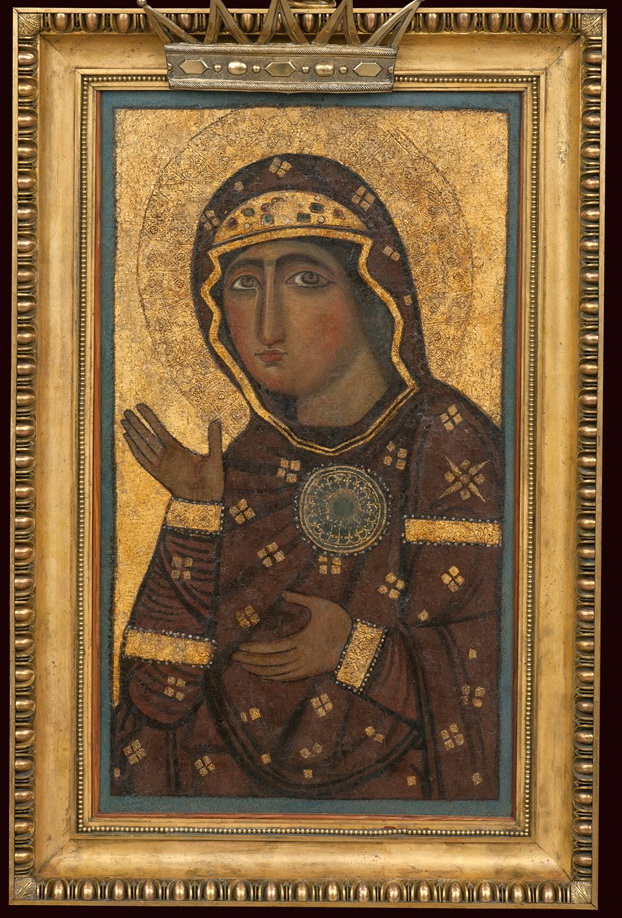
Икона Богородицы ди Сант-Алессио (Madonna dell' Intercessione: «Заступница», «Покровительница»).

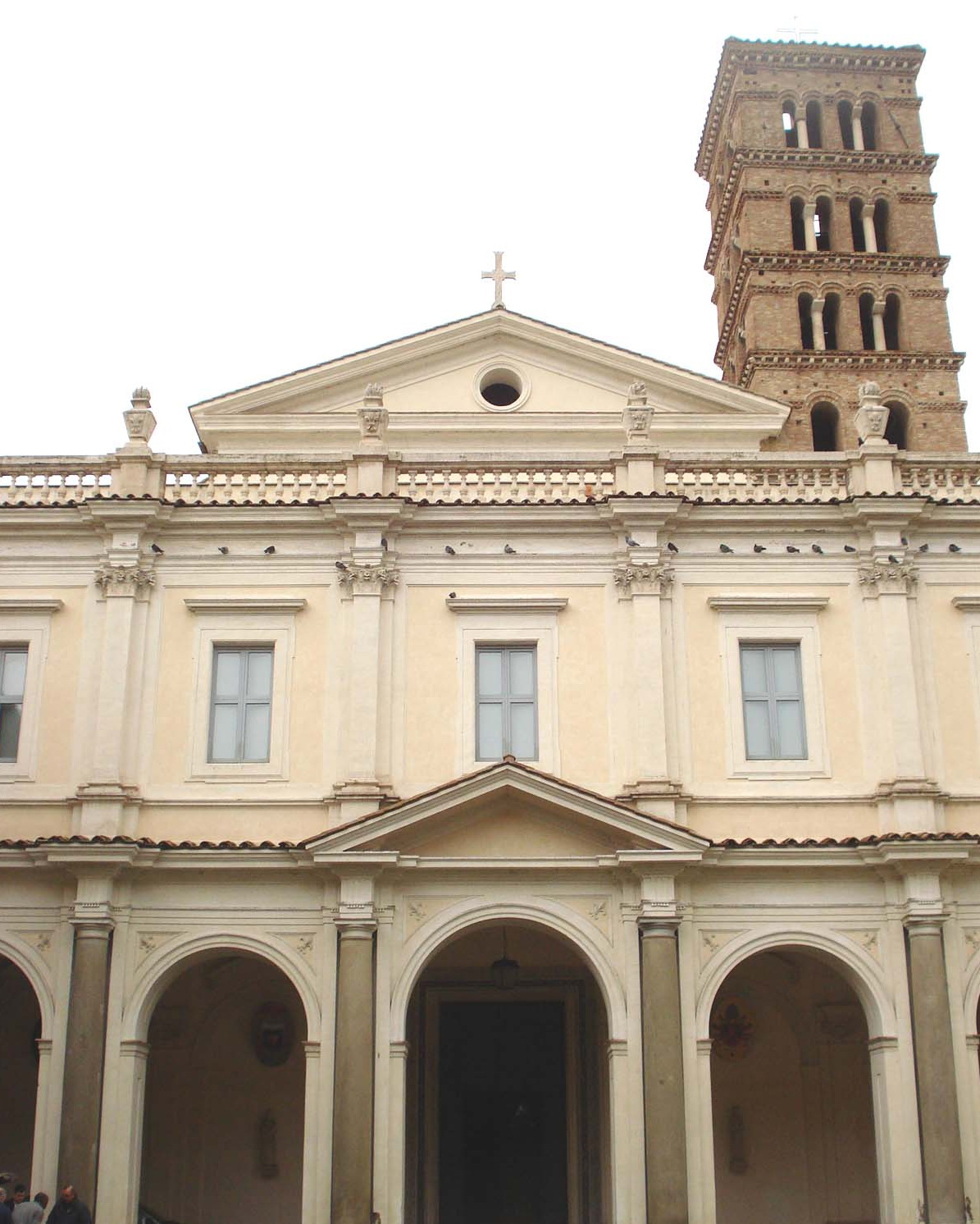
Церковь Св. Алексия в Риме, где находится икона Богоматери Сант-Алессио

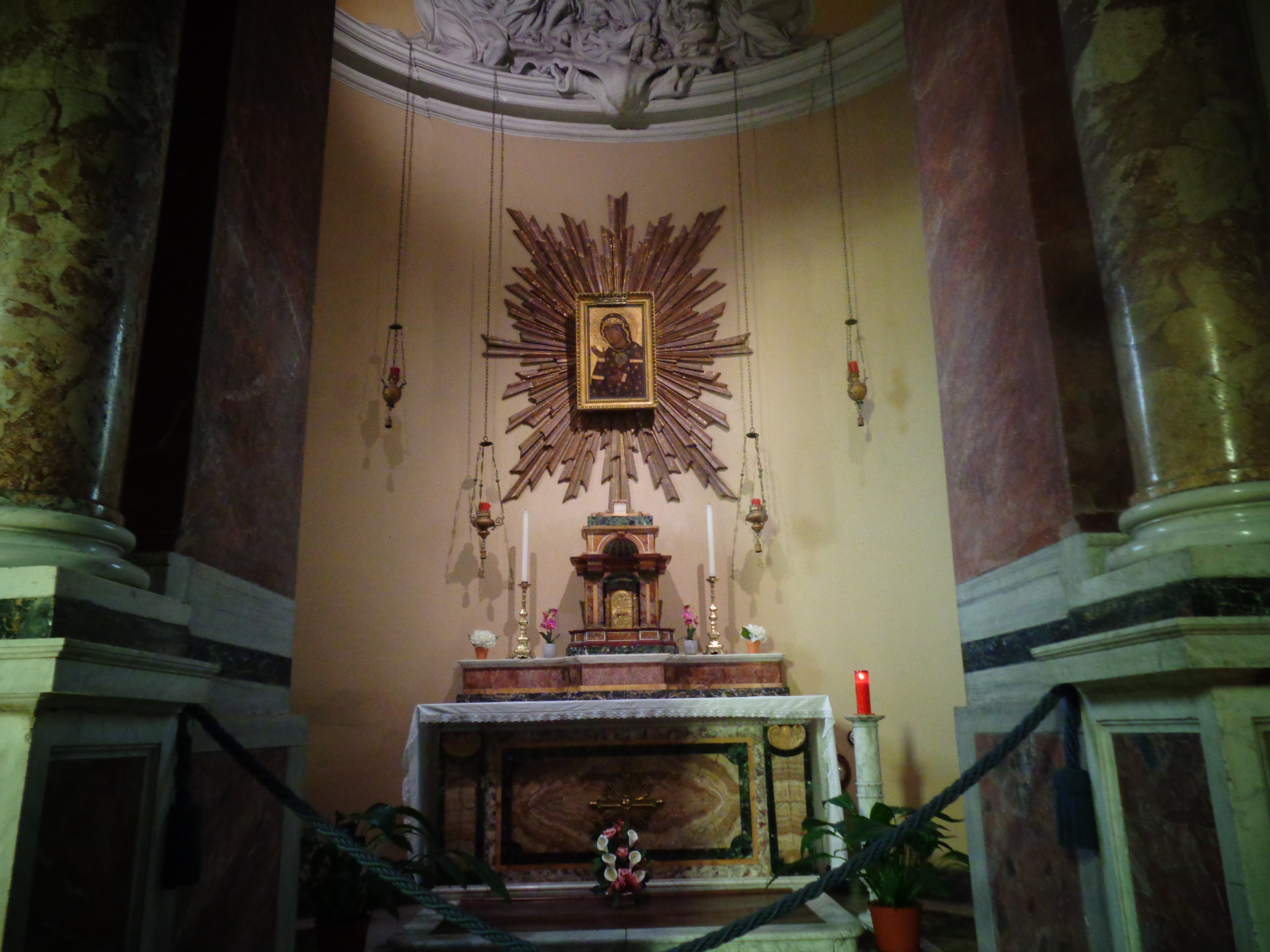
Придел Святого Причастия (Святых Тайн)

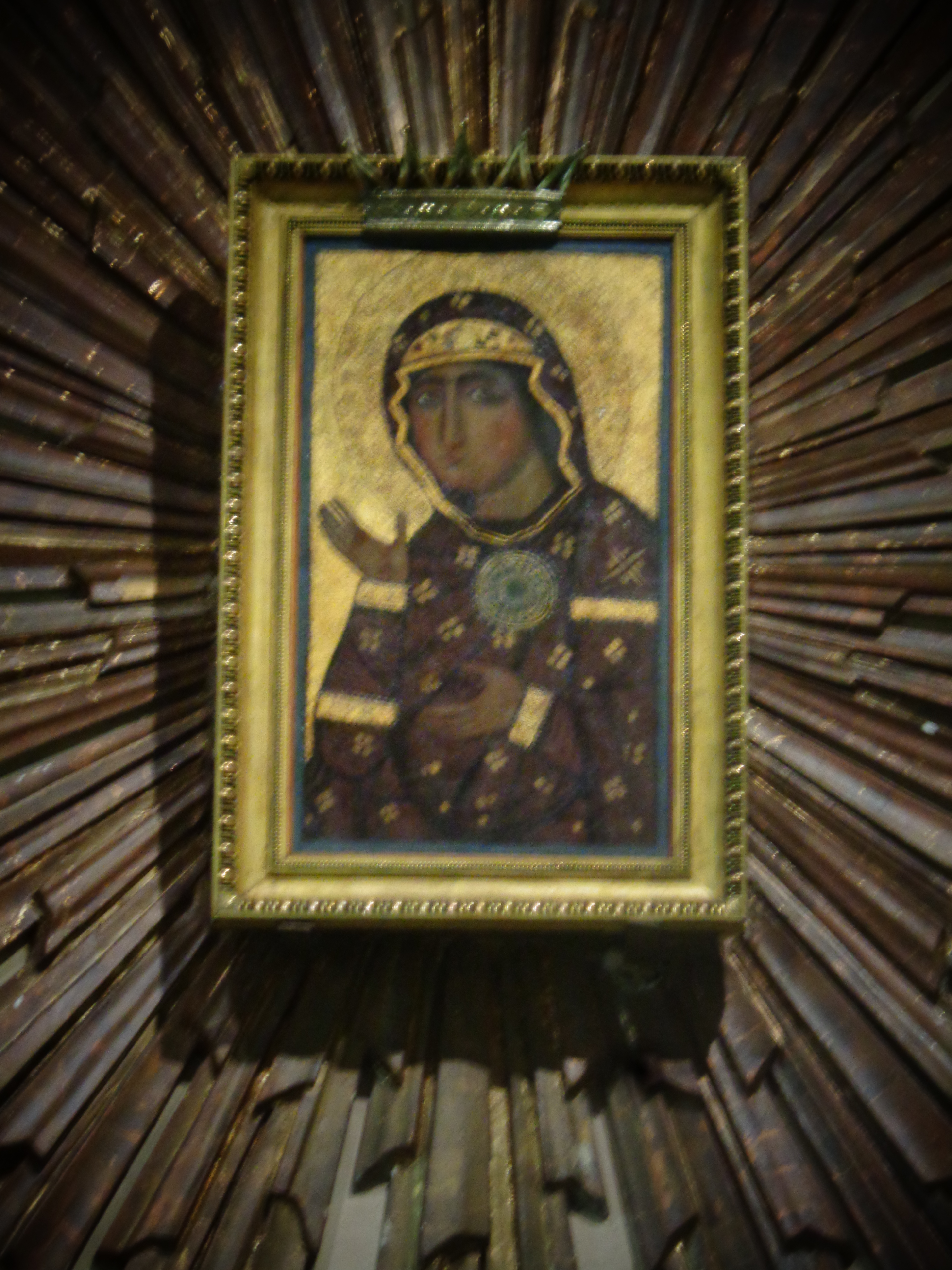
Мадонна ди Сант-Алессио

Мадонна ди Сант-Алессио или Божия Матерь «Эдесская» (итал. Madonna di Sant' Alessio; Madonna dell' Intercessione («Заступница», «Покровительница»)) — образ Богородицы из Эдессы, ныне находящийся в базилике Святых Бонифация и Алексия (Сант-Алессио) на Авентинском холме в Риме. Одна из самых почитаемых христианских икон; считается чудотворной, в связи с чем привлекает массу паломников-христиан различных конфессий и течений со всего мира. Иконографически относится к типу «Агиосоритисса (Параклесис)».
По церковному преданию, икону написал евангелист Лука. Л. А. Успенский в книге «Богословие иконы Православной Церкви» пишет:

В настоящее время в Русской Церкви насчитывается около десяти икон, приписываемых евангелисту Луке; кроме того, на Афоне и на Западе их существует двадцать одна, из них восемь — в Риме. Конечно, все эти иконы приписываются евангелисту не в том смысле, что они писаны его рукой; ни одна из написанных им самим икон, вероятно, до нас не дошла. Авторство святого евангелиста Луки здесь нужно понимать в том смысле, что иконы эти являются списками (вернее, списками со списков) с икон, писанных когда-то евангелистом <…> И ценность их велика ещё и потому, что Лука был тем человеком, кто видел Богородицу воочию при её жизни, как и Самого Спасителя. Поэтому все иконы, являющиеся последующими списками и списками со списков его икон, так или иначе, несут подлинный божественный отпечаток прижизненного облика Божьей Матери <…> Церковь подчеркивает преемство благодати и силы, присущих всем спискам этих икон, как воспроизводящим (со свойственными им символами) подлинные черты Божией Матери, запечатленные евангелистом Лукой.

Икона, по всей вероятности, имеет Византийское происхождение. Считается, что она была привезена в Рим в 977 году митрополитом Сергием Дамасским, бежавшим от агарян. До этого образ находился долгое время в Эдессе в Храме Пресвятой Богородицы, являя там верующим массу чудес, согласно церковным преданиям, в связи с чем получил широкую известность как Эдесский чудотворный образ Божьей Матери.
С этой иконой переплелась судьба одного из самых почитаемых на Руси святых — Святого Алексия, Человека Божия.
Как гласит легенда, однажды ночью в Эдесском храме икона начала изливать свет, и Богоматерь, изображённая на ней, заговорила с церковным сторожем-пономарем. Глас Богородицы повелел: «Введи в Мою церковь человека Божия, достойного Царства Небесного; его молитва восходит к Богу, как фимиам благовонный, и Дух Святой почивает на нем, подобно венцу на главе царской». После видения пономарь начал искать человека такой праведной жизни и, не находя, обратился к Богородице за помощью. И вот снова ночью он услышал голос от иконы Богородицы, что человек Божий есть тот самый нищий, который сидит у ворот церковной паперти. К тому времени преподобный Алексий провел уже в Эдессе семнадцать лет, прося милостыню в притворе храма Пресвятой Богородицы. Одет он был всегда в лохмотья, питался только хлебом и водой. Каждую ночь он не спал и молился перед древним чудотворным образом Богоматери — святыней храма. После того как произошло это чудо от иконы, пономарь рассказал всё священникам, и Алексия с почестями ввели в церковь, желая назначить ему соответствующий священный сан. К тому времени молва о святости Алексия уже и так широко распространилась по всей Сирии, а после событий в Храме Богородицы жители Эдессы стали чтить его ещё больше. Смущённый оказываемым ему всенародным почтением Алексий, не желая тешить свое тщеславие и гордыню, тайно бежал из Эдессы, намереваясь на корабле переправиться в Тарс. Но корабль попал в бурю и через много дней был прибит к итальянским берегам. Святой Алексий узрел в этом Промысел Божий и вернулся под видом нищего в Рим, откуда был родом и где и закончил через семнадцать лет свои дни в доме своего отца Евфимиана, будучи так никем и не узнанным. А образ Богоматери, перед которым он так усердно молился все семнадцать лет в Эдессе и который явил такое чудо, стали называть «Богоматерь Сант-Алессио».
Когда икону привезли в Рим, её поместили в церкви, названной в честь Алексия, человека Божия, (Сант-Алессио), и где покоятся его мощи.
Мадонна ди Сант-Алессио является святой реликвией базилики и украшает собой Капеллу (придел) Святого Причастия (Святых Тайн), созданную в правой части трансепта церкви Сант-Алессио в 1674 году аббатом Анджело Порро. Капелла последовательно была реконструирована во время общей перестройки базилики в 1750—1755 годах, обновлена в 1814 году на средства бывшего испанского короля Карла IV, жившего в Риме после своего удаления из Испании, и тщательно отреставрирована в 1935 году Антонио Муньосом. Икона располагается над алтарём данной Капеллы.
Относительно времени создания образа имеются некоторые разногласия. Согласно церковным хроникам, возраст иконы датируется первыми веками нашей эры. Но, несмотря на имеющиеся исторические упоминания об иконе ещё в раннехристианскую эпоху, а также манеру написания образа, свойственную этому же периоду, современные исследователи всё же склонны называть наиболее вероятным временем создания иконы более поздний период — XII-XIII века. Хотя имеется вероятность того, что икона просто несколько раз видоизменялась и подновлялась на протяжении веков. Она написана темперой на холсте, закрепленном на доске, по всей видимости из кедра, размером 70 х 40 см. В Италии этот чудотворный образ известен как «Madonna di Edessa» («Эдесская Мадонна»), «Madonna Avvocata» («Защитница») и «Madonna dell’Intercessione» («Покровительница», «Мадонна-заступница»). Словом «Intercessione» на итальянский язык обычно переводят русские слова «Покров» и «Покровский» в названии русских церквей, а также в названиях икон русского, греческого или Византийского происхождения. Но в данном случае представлен совершенно другой иконографический тип Богоматери:
«Уста малы и сжаты, нижняя часть ланит полнее верхней, десница немного приподнята (в час молитвы); одеяние, как и на всех иконах Её, но рукавчики оторочены золотом в два ряда у самых кистей ручных и пониже их…», —
так описывает икону один из многочисленных русских паломников, епископ Порфирий (Успенский), посетивший Рим в 1854 году. По стилистике Эдесская икона полностью следует высокой традиции раннехристианской культуры, ещё не разделенной на греческую и латинскую. Она обладает мягким колоритом, а некоторые элементы (асимметричность продолговатого лица, выразительный взгляд, четкий контур рта) указывают на стремление художника придать образу некоторую драматичность. На иконе Божия Матерь изображена без Богомладенца, немного склонённой в правую сторону, словно от тяжести ноши, её правая рука обращена вверх, а левая простёрта к молящимся, что подчёркивает Её непрестанное ходатайство перед Сыном за всех христиан и символизирует её заступничество. Таким образом, эта икона напоминает образ из деисусного ряда иконостаса православного храма, что указывает на её возможное греческое происхождение. Вообще такой тип изображения Девы Марии был широко распространён как в Константинополе, так и в Риме.
Согласно имеющейся в Католической церкви традиции коронования особо чтимых икон, в 1645 году Мадонна ди Сант-Алессио была коронована по папскому указанию (Иннокентий X). Возможно, образ был слегка видоизменен при его короновании.
В 1952 году икона была тщательно отреставрирована и очищена по инициативе клириков Сомаски. Спустя шесть десятилетий, в 2014—2015 годах, была проведена очередная уникальная реставрация священного образа специалистами из Римского Института реставрации, после чего икона Богородицы была вновь торжественно возвращена в базилику Св. Алексия.
В Риме помимо Мадонны ди Сант-Алессио существует ещё одна похожая икона — образ «Мадонны ди Санта-Мария-ин-Арачели» («Жертвенник Небесный») в базилике Санта-Мария-ин-Арачели на Капитолийском холме.